# Chasseurs de coffres-forts
 (septembre 2015).
Si vous disposez d'ouvrages ou d'articles de référence ou si vous connaissez des sites web de qualité traitant du thème abordé ici, merci de compléter l'article en donnant les références utiles à sa vérifiabilité et en les liant à la section « Notes et références ».
Chasseurs de coffres-forts (The Safecrackers) est une émission de téléréalité américaine diffusée le 24 mars 2014 sur la chaîne TruTV, et en France depuis le 30 août 2015 sur RMC Découverte.

## Concept
« Le Sud-Est des États-Unis regorge de vieux coffres-forts dont le contenu est tombé dans l'oubli. »
Deux spécialistes de Montgomery Lock & Key, Phil et Blaze, sont des perceurs de coffres professionnel dans l'État de l'Alabama.

## Émissions
| Saison | Saison | Épisodes | Début        | Fin |
| ------ | ------ | -------- | ------------ | --- |
|        | 01     | 8        | 24 mars 2014 | -   |

## Épisodes

### Saison 1 (2014)[3]
Sauf indication contraire, les informations mentionnées dans cette section peuvent être confirmées par la base de données cinématographiques IMDb,  présente dans la section « Liens externes ».
1. Passé sulfureux (Mystery of the No-Tell Hotel)
2. Le Trésor du général Rucker (The Legend of General Rucker's Gold)
3. Cash machine ! (Alabama Vault Nests)
4. Pierres précieuses (The Car Smuggler Safe)
5. Trésor englouti (Underwater River Safe)
6. Mystérieux fourgon (The Night Job)
7. Ne pas résister à la tentation (Bugsy Siegel's Safe)
8. La course au butin Bank (The Big Bad Vault)

## Montgomery Lock & Key
- Phil Crawford : « Le patron »
- Blaze : « Associé »
- Pop : « Le mentor »